# 위찬 폰릿
위찬 폰릿(태국어: วิจารณ์ พลฤทธิ์, 1976년 4월 26일~)은 태국의 전직 권투 선수, 무에타이 선수이다. 2000년 하계 올림픽에서 남자 복싱 플라이급 금메달을 획득했다.